# Четыре символа

Иллюстрация представления о мироздании в китайской философии. Чистый круг (у-цзи); круг с волнистой линией (тайцзи); две запятые без точек (лян-и) образуют инь-ян; Четыре символа (4 диграммы; сы-сян); преднебесные и посленебесные триграммы (ба-гуа).

Диграммы Четыре символа (кит. 四种爻象 Si xiang, Сы сян, рус. «четыре образа») — в китайской философии этап исходного космогенеза; порождаемые из предыдущего этапа двух начал Инь и Ян четыре свойства — «тьма», «свет», «твёрдость», «мягкость», происходящие из комбинаций взаимодействия двух сил Инь и Ян.

## Изображения

Порождение четырёх свойств из двух начал.

### Изображение в Тайцзи
В Тайцзи Четыре символа изображаются появлением двух точек противоположного цвета внутри двух запятых («рыбок»).
Символьное обозначение в Юникоде: ☯

### Изображение диграммами
Также графически изображаются в виде четырёх комбинаций (четырёх двубитов) из двух черт-яо, поэтому часто в западных переводах Четыре символа называются Диграммами.
Каждая из комбинаций имеет собственное наименование (слева направо): Старая Инь 老陰, Молодой Ян 少陽, Молодая Инь 少陰, Старый Ян 老陽.

## Дальнейшее развитие
В свою очередь, Четыре символа порождают Восемь триграмм.